# Didîci, Kiverți
Didîci (în ucraineană Дідичі) este localitatea de reședință a comunei Didîci din raionul Kiverți, regiunea Volînia, Ucraina.

## Demografie
Componența lingvistică a localității Didîci
     Ucraineană (99,44%)
     Alte limbi (0,46%)
Conform recensământului din 2001, majoritatea populației localității Didîci era vorbitoare de ucraineană (99,44%), existând în minoritate și vorbitori de alte limbi.